# Kampung Kelawi
Kampung Kelawi is een bestuurslaag in het regentschap Bengkulu van de provincie Bengkulu, Indonesië. Kampung Kelawi telt 2667 inwoners (volkstelling 2010).